# Küttigen
Küttigen (schweizerdeutsch: ˈχʏtːiɡə) ist eine Einwohnergemeinde im Schweizer Kanton Aargau. Sie gehört zum Bezirk Aarau und liegt nördlich des Kantonshauptortes Aarau in einem Seitental der Aare.

## Geographie
Die nördliche Gemeindegrenze erstreckt sich dem Hauptkamm des Faltenjuras entlang, zwischen der Wasserflue (866 m ü. M., zweithöchste Erhebung des Aargaus) im Nordwesten und dem Küttiger Homberg (776 m ü. M.) im Nordosten. Hauptabfluss des Gemeindegebiets ist der Aabach, der unterhalb des 674 Meter hohen Passübergangs Benkerjoch entspringt. Er durchbricht nach rund einem Kilometer die Benkerklus, eine Klus zwischen den Erhebungen Egg (776 m ü. M.) im Westen und Acheberg (709 m ü. M.) im Osten. Nach drei weiteren Kilometern mündet er gegenüber der Zurlindeninsel in die Aare. Ein weiterer Passübergang ins Fricktal ist die 621 Meter hohe Staffelegg. In der Nähe entspringt der Horenbach, der nach rund einem Kilometer die Asperchlus zwischen dem Acheberg im Westen und dem Küttiger Homberg im Osten durchbricht und schliesslich unweit der Aare in den Aabach mündet.
Die Gemeinde besteht aus vier Ortsteilen. Im mittleren Aabachtal liegt die Hauptsiedlung Küttigen. Daran schliesst sich im Südwesten die Siedlung Rombach an, die zwischen dem Buechwald (498 m ü. M.) und dem Westufer des Aabachs liegt. Etwas versetzt im Horenbachtal befinden sich Horen und Kirchberg. Alle Ortsteile sind locker zusammengewachsen, während Rombach nahtlos in die Bebauung von Aarau übergeht.
Die Fläche des Gemeindegebiets beträgt 1190 Hektaren, davon sind 590 Hektaren mit Wald bedeckt und 207 Hektaren überbaut. Der höchste Punkt liegt auf 866 Metern auf dem Grat der Wasserflue, der tiefste auf 360 Metern an der Aare. Das Gemeindegebiet Küttigens ist Teil des Juraparks Aargau, eines «regionalen Naturparks von nationaler Bedeutung». Nachbargemeinden sind Oberhof im Nordwesten, Densbüren im Norden, Thalheim im Nordosten, Biberstein im Osten, Aarau im Süden und Erlinsbach im Westen.

## Geschichte

### Siedlungsgeschichte
Funde an einem Werk- und Siedlungsplatz in der Talmatt weisen auf eine Besiedlung bereits während der Jungsteinzeit hin. Aus der Bronzezeit stammen Funde im Weidhölzli (Erdbefestigungen, Silex, Schleudersteine, Spinnwirtel etc.) und am Homberg (Steinsetzungen, Grubenhaus, Bronzefibel) hin. Bei Grabungen am Südhang des Kirchbergs im Bollacker kamen im Jahr 1906 Überreste eines römischen Gutshofs zum Vorschein. Verschiedene Ziegelstempel und Terra-Sigillata-Gefässe sowie eine Münze des Kaisers Claudius Gothicus weisen darauf hin, dass das Gebäude von der zweiten Hälfte des 1. bis Ende des 3. Jahrhunderts bewohnt war. Keltisch und auch nachrömisch besiedelt war die Fischbachmulde, wie Funde aufzeigten und woran auch keltische Flurnamen wie Galmet (Bergweide) und Leberten (Berg; häufige Bezeichnung im Juragebiet) erinnern. Der Büren (Staffeleggseitig des Passes namens Wolf) ist eine alamannische Bezeichnung für eine bestehende Siedlung, die vermutlich zur gleichen Zeit existierte.
Die erste urkundliche Erwähnung von Chutingen erfolgte im Jahr 1036, als Ulrich der Reiche, der Graf von Lenzburg, grosszügige Schenkungen an das Stift Beromünster tätigte. Der Ortsname findet sich erstmals althochdeutsch als Kuttingun bezeugt und bedeutet «bei den Leuten des Kutto». In der Hüslimatt stand eine mittelalterliche Siedlung namens Aa auf einem Felskopf über der Aare, 1179 erstmals und 1422 als Gerichtsplatz erwähnt. 1562 war nur noch Mauerwerk vorhanden. Der Felsen wurde beim Bau der Bibersteinerstrasse abgetragen. Im Riepel lag im 17. Jahrhundert eine als Riedtwyl bezeugte kleine Siedlung im Gebiet des späteren Gipssteinbruches, der heute verschwunden ist.

### Wechselnde Herrscher
1277 errichteten die Herren von Kienberg oberhalb der Benkerklus auf dem Egg-Grat die Burg Königstein, von der nur wenige Überreste erhalten geblieben sind. Von dort aus verwalteten sie ihre kleine Vogtei, die neben Küttigen auch den aargauischen Teil von Erlinsbach umfasste. Von 1335 bis 1535 war das Dorf als Teil des Amtes Biberstein im Besitz des Johanniterordens, bis die Ordensbrüder von der Stadt Bern zum Verkauf gezwungen wurden. Küttigen gehörte nun zu dem unter der Bezeichnung Berner Aargau bekannten Untertanengebiet. Bereits 1528 konnten die Berner die Einführung der Reformation durchsetzen.
Im März 1798 nahmen die Franzosen die Schweiz ein (Franzoseneinfall), entmachteten die «Gnädigen Herren» von Bern und riefen die Helvetische Republik aus. Küttigen gehört seitdem zum Kanton Aargau. Bis 1799 gehörte das angrenzende Oberhof zu Vorderösterreich und 1802 vorübergehend zum Kanton Fricktal, bis das Dorf und weitere Gemeinden im Fricktal 1803 ebenfalls zum Kanton Fricktal gelangten. Noch heute finden sich alte Grenzsteine der Landesgrenze (Bern/Österreich) im Wald auf dem Benkerjoch. 1804 baute der neue Kanton die Strasse über die Staffelegg, die Franz Xaver Bronner 1844 als «eine wahre Zierde des Ortes» bezeichnete.

### Industrie, Verkehr und Naturereignisse

Luftansicht (1953)

Im 16. und 17. Jahrhundert baute man an den Berghängen Gips und Alabaster ab, Letzterer erneut (zumindest) zwischen 1806 und 1810 auf der Höhe der Staffelegg. Der rosenrote, fleischrote und schneeweisse Alabaster war jedoch zu weich, salzhaltig und brüchig, sodass es den daraus geformten Kunstwerken an Haltbarkeit fehlte. Ab 1780 grub man am Hungerberg nach Bohnerz, und es entstand das Eisenbergwerk Küttigen, das bis 1826 existierte und Erze vor allem an das Eisenwerk Albbruck lieferte.
Die Industrie hielt 1822 mit der Errichtung einer von Heinrich Remigius Sauerländer in Auftrag gegebenen Papiermühle, die bis 1848 in der Benkenklus in Betrieb war, Einzug. Während des Zweiten Weltkrieges befestigte die Armee die Benkerchlus mit zwei Bunkern, einen bei der Brücke der Benkenstrasse, den anderen hinter der «Schlammlawine». Zudem wurden mehrere Panzersperren errichtet, wobei eine davon von der «Schlammlawine» verschüttet wurde. Die mobilen Panzersperren (Pfähle, die in abgedeckte Vertiefungen in der Strasse gesteckt werden konnten) räumte man bei einer Sanierung der Strasse in den 1990er Jahren weg. In der zweiten Hälfte des 20. Jahrhunderts verfestigte sich die wirtschaftliche Ausrichtung nach Aarau, und Küttigen entwickelte sich zu einer begehrten Wohnlage. Seit 1950 ist die Einwohnerzahl um fast das Zweieinhalbfache angestiegen.
In der Nacht vom 23. auf den 24. Februar 1999 löste sich ein ungefähr hundert Meter langes Stück des Nordhanges des Brunnebergs und ging als Murgang nieder. Auf einer Länge von rund einem Kilometer und einer Breite von bis zu 80 Metern wurde die Landschaft unter Schlamm begraben. Dabei deckte der Schlamm auch Teile eines historischen Weges zur Wasserflue zu. Kurzerhand musste der Fischbach, ein Zufluss des Aabachs, in eine Röhre gelegt und sein Lauf verschoben werden, sodass der sich annahende Opalinuston nicht in den Bach geraten und sich verflüssigen konnte. Der Murgang stoppte unmittelbar neben den Röhren des Bachs.

## Sehenswürdigkeiten

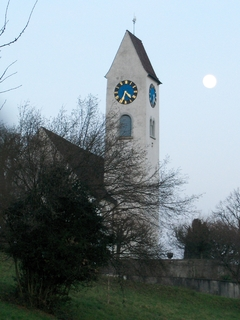
Kirche Kirchberg

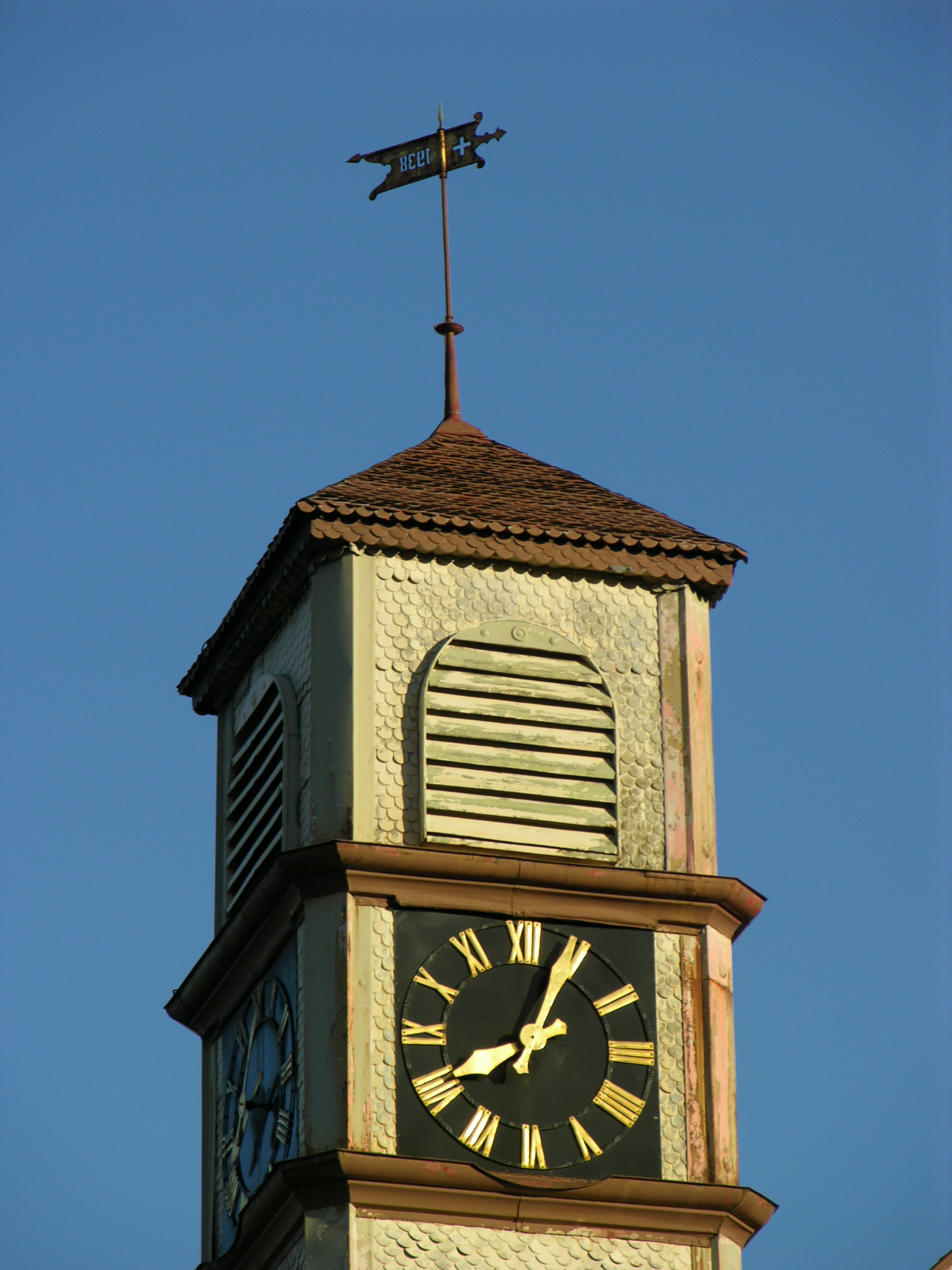
Türmli des Türmlischuelhuus

- Die erste Erwähnung der Kirche Kirchberg erfolgte im Jahr 1036. Sie befindet sich rund einen Kilometer südöstlich des Dorfzentrums auf dem Kirchberg, einem Hügelsporn in der Nähe des Ufers der Aare. Der Kirchturm im romanischen Stil stammt aus dem Hochmittelalter, das Kirchenschiff und der Chor hingegen sind beide um 1500 im spätgotischen Stil entstanden. 1851 kam eine kleine Vorhalle hinzu, und 1868 wurde der Kirchturm erhöht.[15] Hermann Burger wohnte einige Zeit lang im Pfarrhaus zu Kirchberg; einige Jahrzehnte zuvor war Paul Haller Pfarrer in Küttigen gewesen, aus dieser Zeit hatte er auch den Stoff zu seinem Mundartepos ’s Juramareili gewonnen.
- Das «Türmlischuelhuus» im Dorfkern aus dem Jahr 1838 hat fünf Unterrichtszimmer und eine Turmuhr mit Glocke, die jeweils um 11 Uhr und 15 Uhr läutet. Dies soll daher rühren, dass früher die Arbeiter jeweils um 11 Uhr nach Hause gingen, um zu Mittag zu essen und um 15 Uhr Feierabend hatten.
- Die Ruine Horen, auf topografischen Karten als «Ruine Rosenberg» bezeichnet, befindet sich am nordwestlichen Ende des Kirchbergs auf einer Höhe von 451 Metern. Es ist weder bekannt, wie die Burg richtig hiess, noch wer Erbauer oder das Baujahr waren. Archäologische Untersuchungen ergaben jedoch, dass die Ruine im 12. Jahrhundert besiedelt war.
- Horenhof: Hof zur gleichnamigen Burg.
- Die Ruine Königstein ist der Überrest einer von den Habsburgern erbauten Burg. Sie befindet sich auf 610 Metern im Nordosten des Brunnenberges.

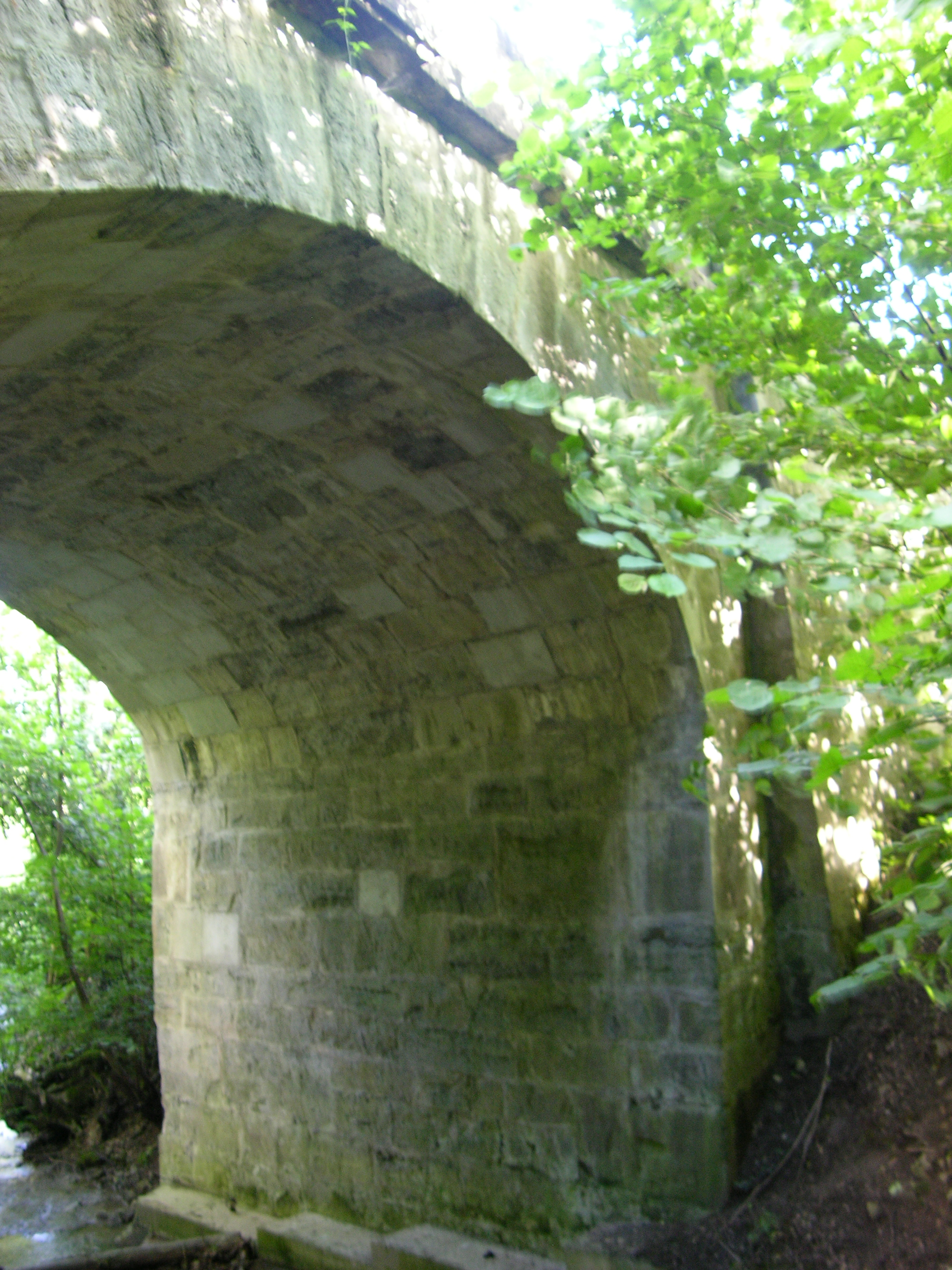
Schällebrugg

- Die «Schällebrugg» ist eine in den Jahren 1804 bis 1810[9] von Sträflingen aus dem kantonalen Zuchthaus Baden erbaute Steinbrücke. Die Arbeiter wohnten während des Baus im nahe gelegenen «Schellenhaus». Schallen- oder Schellenhaus ist ein altes Wort für Strafanstalt oder Zuchthaus, da die Sträflinge früher ein mit einem oder mehreren Schellen versehenes Schandgerät trugen.[16] Von 1823 bis 1923 fuhr eine regelmässige Pferdepost von Aarau über die Schällebrugg nach Stein, danach das Postauto bis Frick. 1919–1922 wurde der Linienverlauf korrigiert (Anpassung an den Autoverkehr: Bau des Dammes anstelle der Schellenbrücke und der neuen Stockstrasse im Rombach). Ende der 1990er erfolgte die Asphaltierung der Brücke, da sie als Zufahrt zu einer Baustelle diente. Sie befindet sich in der Verlängerung der neuen Staffeleggstrasse beim Gibel, bevor diese über einen Damm die Schellenbrücke umfährt und die danachfolgende steile Steigung überwindet. Paul Haller erwähnt die Brücke in seinem Gedicht De Nussbaum a dr Schällebrugg.[17]
- Das alte Zollhaus, das zu Zeiten des Grenzübergangs zu Vorderösterreich auf dem Benkerjoch als Grenzübertrittsstelle der Schweiz in Betrieb war, befindet sich an der Benkenstrasse 4.
- Die alte Mühle (1380 erstmals erwähnt) ist ein 1609 errichteter spätgotischer Bau hinter dem Restaurant Linde.[9] Sie ist von Freiwilligen restauriert worden, da ihr Mühlrad in einem sehr schlechten Zustand war.
- Die obere Mühle (Nähe Abzweigung Benkenstrasse-Brandackerstrasse) entstand im 17. Jahrhundert. Sie wurde später mit Beinmühle, Ölmühle und Hanfreibe ausgebaut, später Schreinerei. Heute in Mehrfamilienhaus umgebaut.[9]

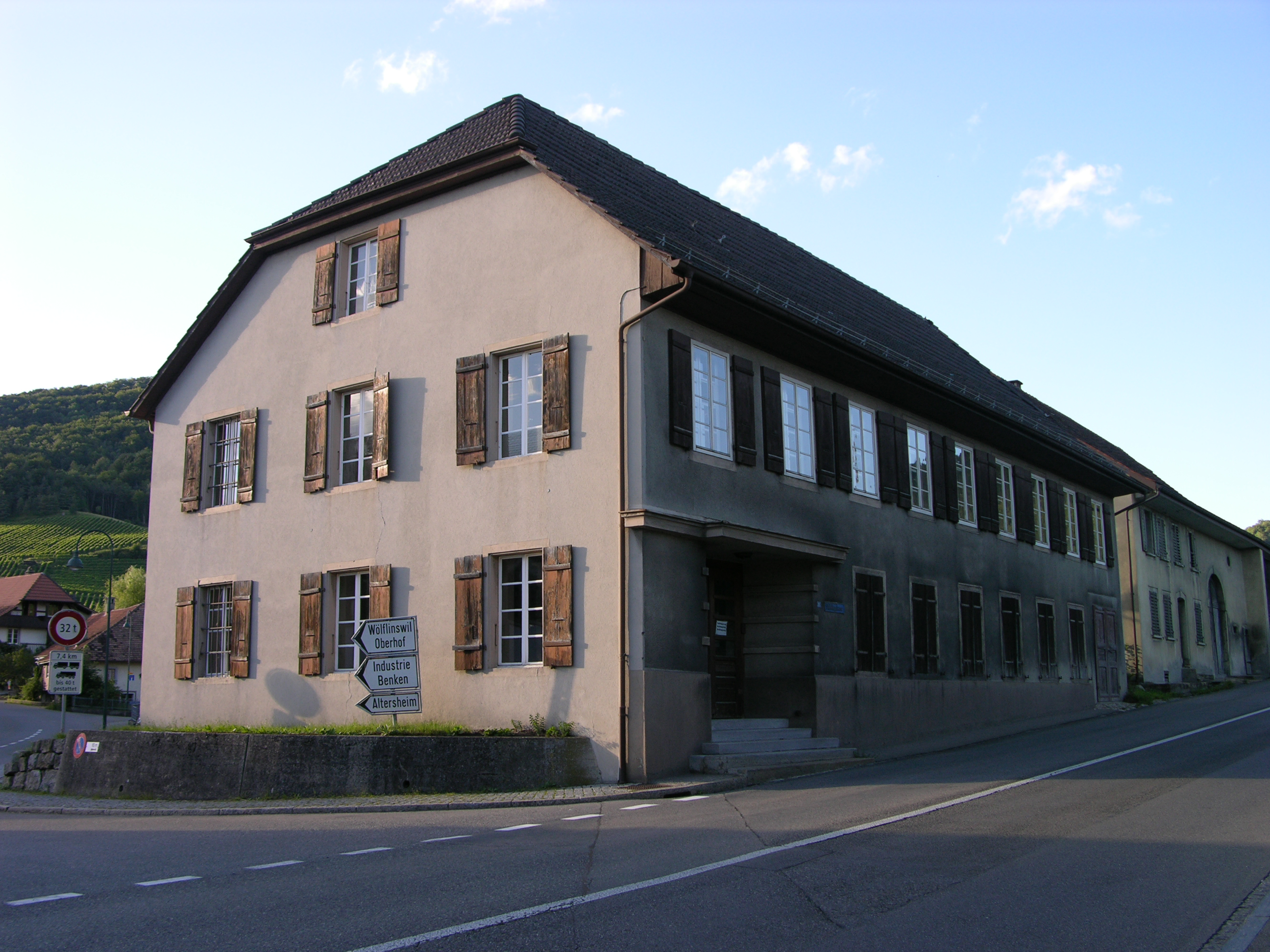
Altes Schulhaus

- Das alte Schulhaus, das an der Verzweigung der Hauptstrasse in die Benkenstrasse und die Staffeleggstrasse steht, diente früher als Gemeindeversammlungslokal und danach als Schulhaus.
- Die hölzerne Trotte (erstmals erwähnt 1512) steht in einem offenen Unterstand an der Abzweigung der Brandacker- von der Benkenstrasse. Früher stand sie im Haus an der Einmündung der Goldackerstrasse in die Benkenstrasse, welches daher auch «alte Trotte» genannt wird.
- Die «Papirmüli», 1822/23 von H. R. Sauerländer erbaut, ist das letzte Haus an der Benkenstrasse in Richtung Oberhof und wurde im 19. Jahrhundert erbaut, um darin Papier aus Lumpen herzustellen. Sie war der erste Industriebetrieb im Dorf. Vom nahegelegenen Fischbach wurde von der Brücke der Benkenstrasse her ein Druckstollen erstellt, der dann über die Benkenstrasse in die Mühle hinein führte. Dieser ist heute noch recht gut erhalten. Das Abwasser der Mühle leitete man dann über einen weiteren Stollen in den Bach zurück. Auch dieser ist noch in grossen Teilen erhalten, jedoch vergittert, da der Ausgang auf dem Areal der Lampenfirma Waldmann liegt. Das Haus dient heute als Wohn- und Atelierhaus. Ab 1870 wurde das Gebäude als Seidenzwirnerei durch F. Frey verwendet, welcher die Wasserzufuhr ausbaute und eine Turbine einbaute. Ab 1905 Seidenweberei, später Kunstfasern bis 1965.[9]
- Auf dem Weg über die Staffelegg gibt es auf der Stäglimatt auf der rechten Seite die Steintreppe Stäglimatt zu sehen.

## Wappen

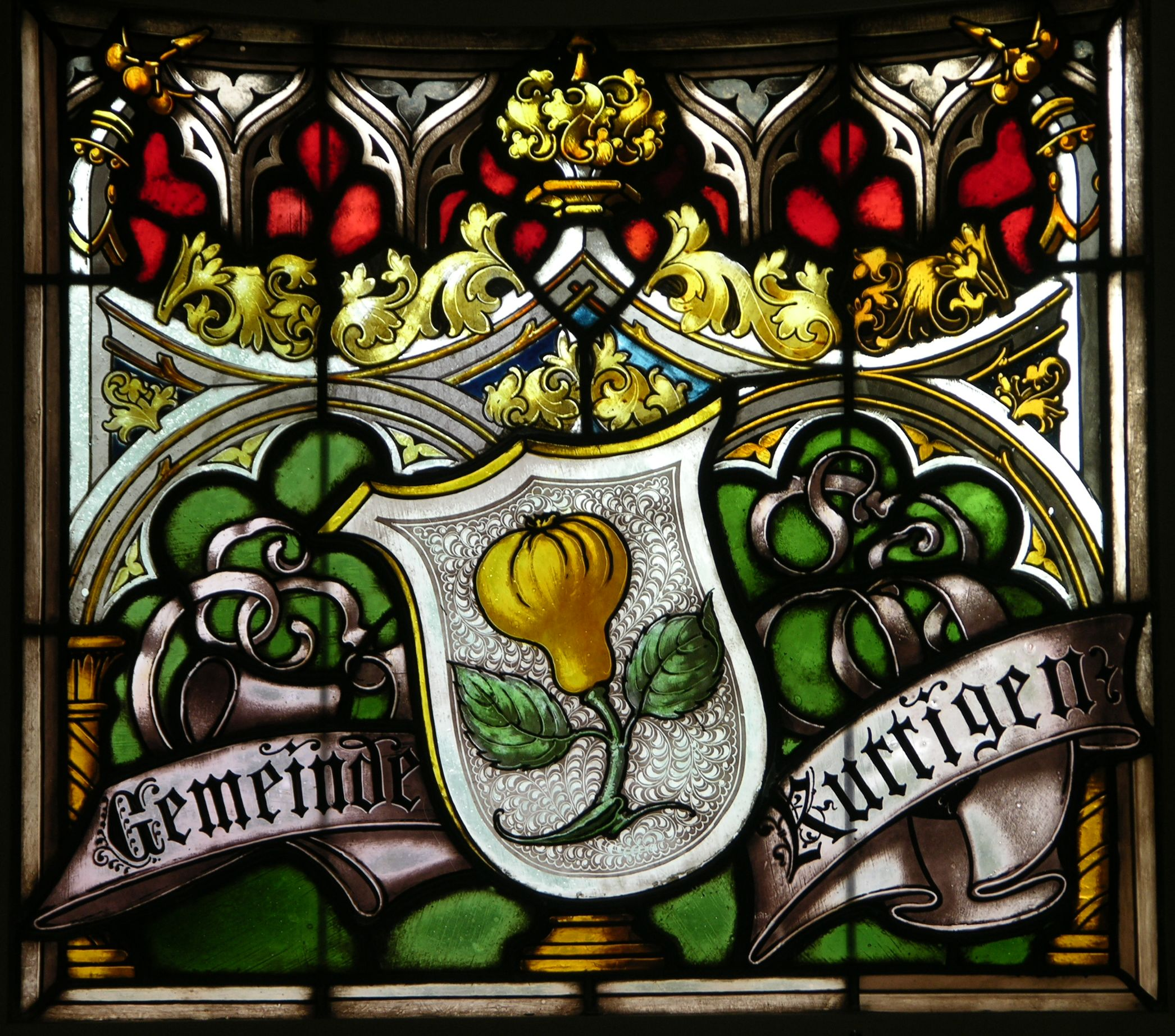
Altes Küttigerwappen im Karl-Moser-Haus der Alten Kantonsschule

Die Blasonierung des Gemeindewappens lautet: «Schrägrechts geteilt von Schwarz mit weissem Schräglinksbalken und von Gelb.» Das ab 1872 verwendete Wappen zeigte eine gelbe Quitte (schweizerdeutsch: Chüttene) mit grünen Blättern auf weissem Grund. 1948 wurde dieses sprechende Wappen durch das historische Wappen der Herren von Kienberg ersetzt, deren Sitz die heute ruinierte Burg Königstein war. Die solothurnische Gemeinde Kienberg führt seit 1966 das genau gleiche Wappen.
Das alte Wappen ist noch im Karl-Moser-Haus der Alten Kantonsschule in Aarau im dritten Stock als Fensterbild zu sehen.

## Bevölkerung
Die Einwohnerzahlen entwickelten sich wie folgt:
| Jahr      | 1764 | 1803 | 1850 | 1900 | 1930 | 1950 | 1960 | 1970 | 1980 | 1990 | 2000 | 2010 | 2020 |
| Einwohner | 682  | 1078 | 1847 | 2018 | 2053 | 2508 | 3457 | 4181 | 4356 | 4781 | 5025 | 5618 | 6295 |

Am 31. Dezember 2023 lebten 6857 Menschen in Küttigen, der Ausländeranteil betrug 17,2 %. Bei der Volkszählung 2015 bezeichneten sich 42,2 % als reformiert und 21,3 % als römisch-katholisch; 36,5 % waren konfessionslos oder gehörten anderen Glaubensrichtungen an. 89,4 % gaben bei der Volkszählung 2000 Deutsch als ihre Hauptsprache an, 2,6 % Italienisch, 2,1 % Albanisch, 1,5 % Serbokroatisch, 0,8 % Französisch und 0,7 % Türkisch.

## Politik und Recht
Die Versammlung der Stimmberechtigten, die Gemeindeversammlung, übt die Legislativgewalt aus. Ausführende Behörde ist der fünfköpfige Gemeinderat. Er wird im Majorzverfahren vom Volk gewählt, seine Amtsdauer beträgt vier Jahre. Der Gemeinderat führt und repräsentiert die Gemeinde. Dazu vollzieht er die Beschlüsse der Gemeindeversammlung und die Aufgaben, die ihm vom Kanton zugeteilt wurden. Für Rechtsstreitigkeiten ist in erster Instanz das Bezirksgericht Aarau zuständig. Küttigen gehört zum Friedensrichterkreis I (Aarau).

## Wirtschaft
In Küttigen gibt es gemäss der im Jahr 2015 erhobenen Statistik der Unternehmensstruktur (STATENT) rund 1350 Arbeitsplätze, davon 5 % in der Landwirtschaft, 26 % in der Industrie und 69 % im Dienstleistungsbereich. Das wirtschaftliche Geschehen richtet sich ganz nach Aarau aus, weshalb die meisten Erwerbstätigen in die benachbarte Kantonshauptstadt pendeln. Küttigen ist damit eine typische Wohngemeinde am Rande einer mittelgrossen Agglomeration.
Von einiger Bedeutung ist der Weinbau. Am Südhang des Achebergs war im Jahr 2018 eine Fläche von 4,8 Hektaren mit Reben bestockt. Angebaut werden sieben verschiedene Sorten, wobei Blauburgunder, Riesling × Sylvaner und Sauvignon Blanc überwiegen.

## Verkehr

### Strasse
Östlich an Küttigen vorbei verläuft die Hauptstrasse 24 von Aarau über die Staffelegg nach Frick. Die Streckenführung umfasst eine neue Aarebrücke sowie einen Tunnel im Horenbachtal. Nach jahrelangen, durch zahlreiche Einsprachen geprägten Planungen hatten die Bauarbeiten an dieser Umfahrungsstrasse im Juli 2004 begonnen. Sechs Jahre später wurde die Strasse im Dezember 2010 eröffnet. Dadurch konnte die Strasse durch das Dorfzentrum spürbar entlastet werden, da sie im Wesentlichen nur noch den Durchgangsverkehr über das Benkerjoch aufnehmen muss.

### Nahverkehr
Die Gemeinde wird vom Bahnhof Aarau aus durch drei Buslinien erschlossen, eine Stadtbuslinie des Busbetriebs Aarau sowie zwei Postautolinien. An Wochenenden verkehrt ein Nachtbus von Aarau nach Küttigen, Biberstein und weiter zum Aarauer Bahnhof
- 135 Aarau Bahnhof – Küttigen – Staffelegg – Densbüren – Herznach – Ueken – Frick
- 136 Bahnhof Aarau – Küttigen – Benkerjoch – Oberhof – Wölflinswil – Wittnau – Gipf-Oberfrick – Frick
- 1 Küttigen Kreuz – Rombach – Aarau Bahnhof – Buchs Wynenfeld
- N21 Aarau Bahnhof – Küttigen – Biberstein

## Bildung
Küttigen besitzt vier Kindergärten sowie zwei Schulhäuser, in denen die Primarschule, die Realschule und die Sekundarschule unterrichtet werden. Die Bezirksschule kann in Aarau besucht werden. Ebenso befinden sich dort die nächstgelegenen Gymnasien, die Alte Kantonsschule und die Neue Kantonsschule. Ab 1979 war Küttigen Standort der kantonalen Sprachheilschule.

## Spezialitäten

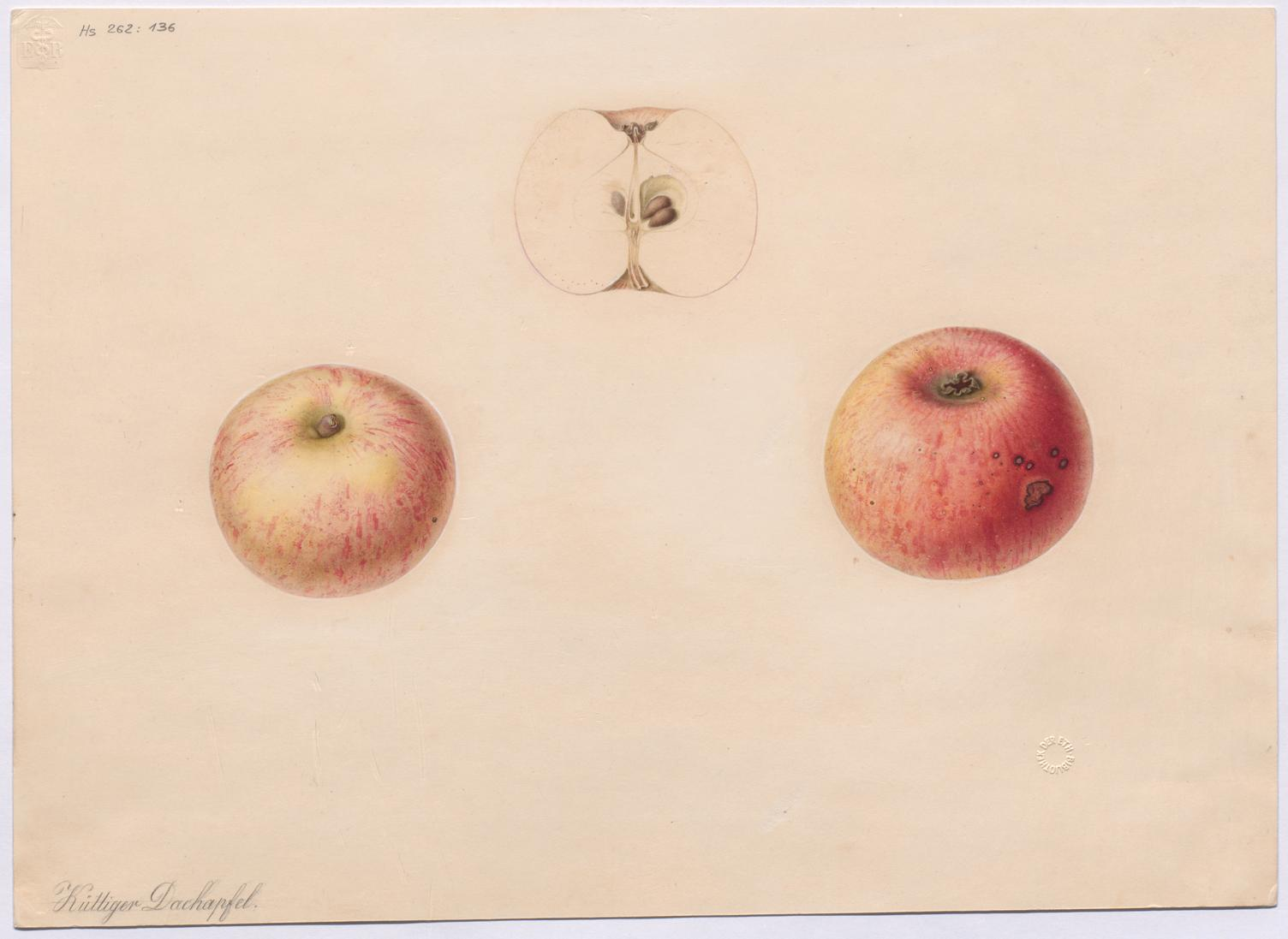
Apfelsorte Küttiger Dachapfel: Zwei Seitenansichten und Längsschnitt. (Salomon Bühlmeier, zwischen 1863 und 1872)

Der Anbau der Küttiger Rüebli, einer Karottenart, wird seit jeher in Küttigen von den Bäuerinnen gepflegt. Die Karotten haben eine weisse, konische Wurzel und einen intensiven, herben Geschmack. Der Küttiger Dachapfel ist eine vom Aussterben bedrohte Apfelsorte und auf der Liste von ProSpecieRara enthalten.

## Persönlichkeiten
- Heinrich Bircher (1850–1923), Chirurg, Offizier und Schriftsteller
- Karl Blattner (1805–1883), Ständerat und Regierungsrat
- Adolf Frey (1855–1920), Schriftsteller und Literaturhistoriker
- Petra Henzi  (* 1969),  Mountainbikerin
- Edmund Landolt (1846–1926), Ophthalmologe
- Hans Peter Wehrli (* 1952), Wirtschaftswissenschaftler